# Patty Chang
Patty Chang (nacida el 3 de febrero de 1972 en San Leandro, California)  es una artista de performance y directora de cine estadounidense que vive y trabaja en Los Ángeles, California.  Originalmente entrenada como pintora, Chang recibió su Licenciatura en Artes en la University of California en San Diego. No fue hasta que se mudó a Nueva York que se involucró en la escena del arte escénico. 
Ha realizado exposiciones individuales en ciudades principales, incluyendo Patty Chang en Jack Tilton Gallery, Nueva York (1999),  Ven conmigo, nada contigo. Fuente. Melones. Afeitada., en el Museo Nacional Reina Sofía, Madrid, España (2000),  Patty Chang: Shangri-La en el Hammer Museum, Los Ángeles, Museum of Contemporary Art, Chicago, y el New Museum, Nueva York (2005),  Flotsam Jetsam con su colaborador de largo tiempo David Kelley  en el Museum of Modern Art de Nueva York (2014),  y su exposición más extensa hasta la fecha, Patty Chang: The Wandering Lake, 2009-2017, en el  Queens Museum, Queens, Nueva York (2017–18).  Su exposición The Wandering Lake también se presentará en Los Ángeles. Chang presentó también en el Museum of Fine Arts en Boston, donde formó parte de Read My Lips que estuvo abierta hasta mayo de 2020.

## Educación, enseñanza y premios
Chang recibió una Licenciatura en Artes en la University of California, San Diego en 1994,  y estudió en el extranjero en L'Accademia Di Belle Arti en Venecia, Italia, en 1993. En el 2012, recibió el Creative Capital Award en Artes Visuales,  y en el 2014, fue una becaria Guggenheim de la John Simon Guggenheim Memorial Foundation en Artes Creativas- Bellas Artes. 

## Obras
Sus obras performativas tratan temas de género, lenguaje y empatía, y The New York Times la describió como "una de nuestras artistas jóvenes más consistentemente emocionantes" en el 2005.  Originalmente entrenada como pintora,  es conocida principalmente por sus cortometrajes, vídeos y artes escénicas. Chang ha participado en películas como doblaje corporal, lo que permite que los estudios rehagan películas con elencos más internacionales. Ella a menudo desempeña el papel central en su propio trabajo, muchas veces se le ve poniendo a prueba los límites aceptables del gusto y la resistencia. Algunas de sus obras contienen elementos escatológicos, mientras que otras critican las percepciones de los roles sexuales femeninos. Ella frecuentemente denuncia los problemas que observan en la sociedad contemporánea poniendo en escena su propio cuerpo en situaciones intensamente difíciles, documentando sus acciones a través de vídeo y fotografía. Comenzó a tomar un papel más "detrás de escena" y se convirtió en "quizás la menos visible que ha sido en sus propias obras  " en su exposición del 2005 Shangri-La, basada en una ubicación ficticia en la novela de 1933 Lost Horizon por James Hilton. Su trabajo reciente, especialmente "Invocation for The Wandering Lake" (2015-2016), establece conexiones entre el paisaje y el cuerpo.  Muchos aspectos del trabajo de Chang se conectan con su cultura asiática como su interés por Shangri-La así como su crítica de los estereotipos femeninos asiáticos en su obra Contortion (2000).

## Filmografía
| Título                                   | Año de lanzamiento |
| ---------------------------------------- | ------------------ |
| Gong Li con el viento                    | 1996               |
| Paraíso                                  | 1996               |
| Melones (Pérdida)                        | 1998               |
| Fuente                                   | 1999               |
| Contorsión                               | 2000               |
| Perdiendo terreno                        | 2000               |
| Mano a la boca                           | 2000               |
| Anguilas                                 | 2001               |
| Enamorada                                | 2001               |
| Shangri-la                               | 2005               |
| Condensación de pájaros                  | 2006               |
| Restos de restos                         | 2007               |
| El amor por el producto – Die Ware Liebe | 2009               |
| Más bien a las potencialidades           | 2009               |
| Ruta 3                                   | 2011               |
| Actual                                   | 2012               |
| Invocación de un lago errante, parte 1   | 2014               |
| Miopía espiritual                        | 2015               |